# Запрет на строительство минаретов в Швейцарии

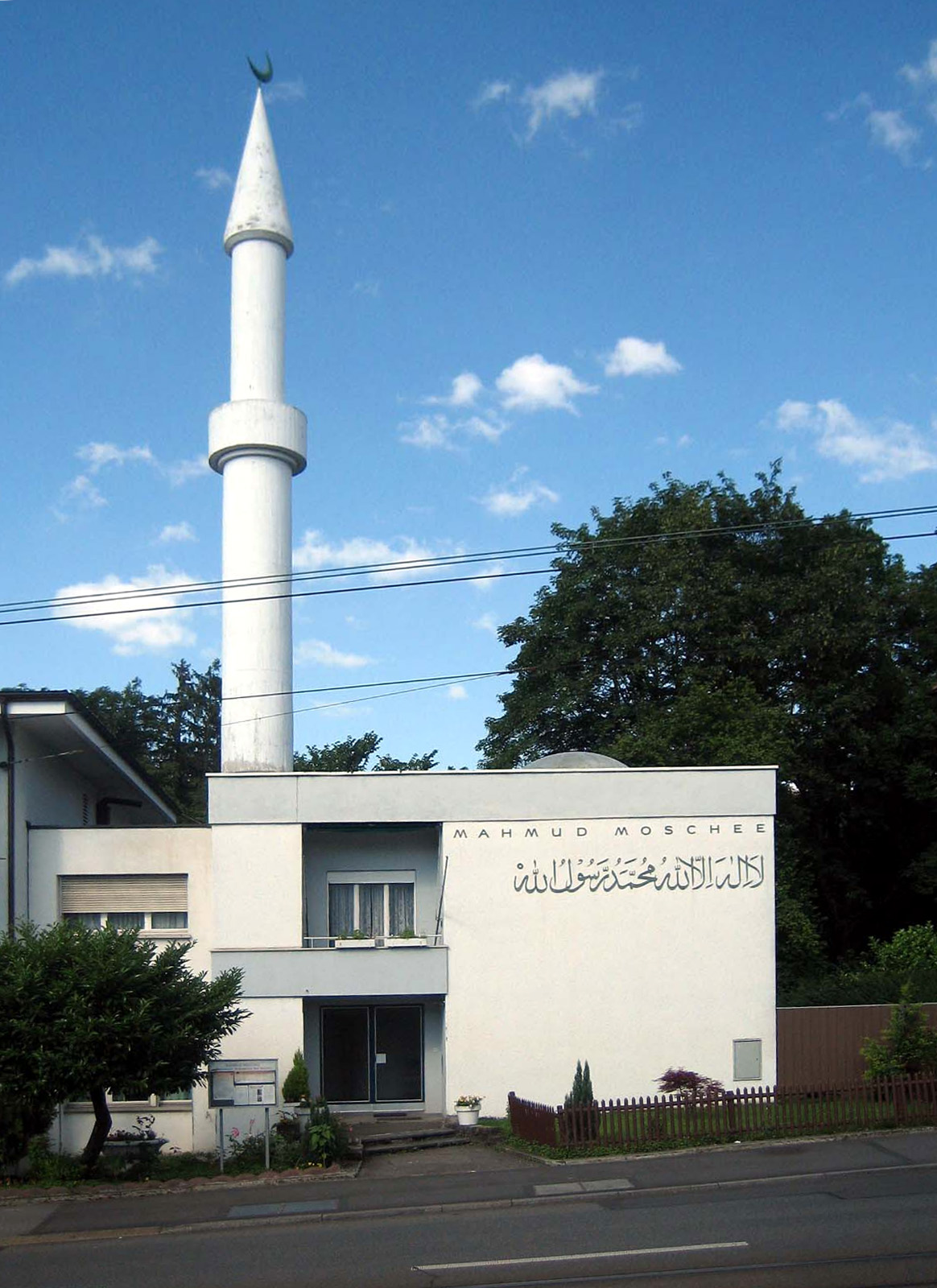
Мечеть с минаретом в Цюрихе

Запрет на строительство минаретов в Швейцарии — результат референдума о строительстве новых минаретов в Швейцарии, состоявшегося 29 ноября 2009 года. Против строительства новых минаретов высказалось 57,5 % принявших участие в голосовании граждан. Явка избирателей при этом составила 53 %.

## Предпосылки
На протяжении 2000-х годов в Швейцарии широко обсуждалась возможность на введение запретов на строительство минаретов. Группа правых партий, включая Швейцарскую народную партию и Федеральный демократический союз, выступила с инициативой по изменению конституции Швейцарии и введению конституционного запрета на их строительство. Противники минаретов видят в них не религиозный, а политический символ и призывают не допустить исламизации страны.

## Законодательный аспект
Законодательство Швейцарии, в отличие от законодательств большинства других европейских стран, допускает выдвижение народных инициатив по изменению конституции и выставление их на референдум независимо от того, одобрены ли эти инициативы парламентом страны. Поэтому проведение всенародного референдума стало возможным несмотря на негативное отношение парламента и правительства Швейцарии к инициативе, нарушающей, по их мнению, основы демократии.

## Голосование

Агитационный плакат перед референдумом по запрету строительства минаретов.

На всенародном референдуме по поводу этой инициативы, состоявшемся 29 ноября 2009 года, поправка, предусматривающая запрет на строительство минаретов, была принята при поддержке 57,5 % граждан, участвовавших в голосовании. Лишь четыре из 26 швейцарских кантонов, расположенные главным образом во франкоязычной части Швейцарии, отвергли инициативу.
На день референдума в Швейцарии существовало 4 минарета при мечетях (в Цюрихе, Женеве, Винтертуре и Ванген-бай-Ольтене) и ещё один находился в процессе строительства, но ни один из них не использовался по назначению в соответствии с законом о тишине. Вводимый запрет не распространяется на существование этих минаретов, также не вводится запрет на строительство мечетей.

## Критика
Конституционный запрет на строительство минаретов подвергается критике со стороны правительства и парламента Швейцарии, правозащитных организаций и иерархов католической церкви, видящих в нём нарушение прав человека и свободы вероисповедания. Зелёная партия Швейцарии и швейцарские мусульманские общины намерены оспорить запрет на строительство минаретов в Европейском суде по правам человека в Страсбурге.
Предположительно, в качестве ответной меры, неизвестные хакеры в конце ноября — начале декабря 2009 года подвергли кибератакам около 300 швейцарских сайтов, заполнив их надписями происламского характера. В некоторых мусульманских странах раздаются призывы выводить капиталы и имущество из Швейцарии, а также бойкотировать товары швейцарских компаний, таких как Swatch, Omega, Rolex, Lindt & Sprüngli и Nestlé. Высказывались мнения, что вывод капиталов арабских и мусульманских стран из швейцарских банков может негативно сказаться на экономике страны. 12 декабря 2009 в Берне состоялась демонстрация протеста местных мусульман и их союзников против исламофобии. В демонстрации приняло участие около 800 человек.

## Интересные факты
- Французская правая националистическая партия Национальный фронт была обвинена в плагиате авторами швейцарского плаката, который использовался для антиисламской агитации во время подготовки к референдуму. На швейцарском плакате изображена мусульманка в парандже на фоне флага Швейцарии, усеянном минаретами. На французском варианте плаката также изображена мусульманка в парандже, но вместо флага на заднем плане можно видеть очертания Франции и минареты[8].
- За две недели до начала референдума Швейцарскую народную партию покинул один из её членов Даниэль Штрайх, публично объявив о том, что он принял ислам еще в 2007 году, но держал это в тайне[9].

История Дениэля Штрайха еще некоторое время циркулировала в социальных сетях и мусульманских блогах, обрастая новыми подробностями, и в конце концов получила вторую жизнь в начале 2010 года, после публикации её переработанной версии в пакистанской газете The Nation, где Дениэль Штрайх был представлен как радикальный антиисламист и главный инициатор референдума по запрету строительства минаретов, который раскаялся и стал «солдатом Ислама». Это сообщение было подхвачено вначале многими исламскими новостными изданиями и телеканалами, а затем и в России, где со ссылкой на них эта информация повторялась в различных интерпретациях.
Сам же Дениэль Штрайх еще в 2007 году, за два года до референдума, покинул место председателя ячейки SVP в округе Грюйер в качестве протеста против нарастающих антиисламских настроений в партии и никаким организатором референдума и антиисламистом не являлся.